# 木村雅彦 (グラフィックデザイナー)
木村 雅彦（きむら まさひこ、1966年 - ）は、日本のグラフィックデザイナー。

## 略歴
大阪生まれ。京都精華大学デザイン科卒業、株式会社GKデザイン機構 取締役。株式会社GKグラフィックス代表取締役社長。
主にタイポグラフィを中核とした、企業や自治体のブランド・コミュニケーションやサイン・システムのデザイン、商品開発に携わる傍らで、タイポグラフィを中心とした研究、教育を行っている。主な研究テーマは「ローマン体の成立」、「コミュニケーション・デザインにおける書体選択と制御」、「タイポグラフィを中核としたデザイン教育」。
京都精華大学プロダクトデザイン科客員教授・多摩美術大学統合デザイン学科特別授業講師・朗文堂新宿私塾講師・京都造形芸術大学非常勤講師・タイポグラフィ学会副会長。台湾中原大学国際デザインシンポジウム特別講師・中国西安西北大学芸術学院客員教授・福建璞魨文創公司顧問。
近年では、日立製作所や大日本印刷、教育出版におけるデザイン教育をはじめとした総合的なデザイン経営への支援や、芳賀・宇都宮LRTのトータルデザインで数多くの賞を受賞。デザインを活用したビジネスのプロデューサーとして、活動の範囲を広げている。
2015年–　　宇都宮美術館 平成27年度館外プロジェクト「宮の注染を拓く」アートディレクター
2020年–　　Recycling Meets Design 主幹運営メンバー・ディレクター・プロジェクトオーナー 
2021年–　　GKデザイングループ ブランドマネージャー
2021年–　　日本環境協会エコマークアワード審査員
2023年–　　全線新設のLRTとして日本初となる「芳賀・宇都宮LRT」トータルデザイン　〇2024年ローレル賞　〇2023 グッドデザイン賞／グッドフォーカス賞 [地域社会デザイン]
2023年–　株式会社GKグラフィックス代表取締役社長、株式会社GKデザイン機構取締役
2024年–　東京2025世界陸上競技選手権大会ロゴの審査委員長

## 主な作品、仕事
- 「年鑑日本の空間デザイン2007」（六耀社）ブックデザイン
- 「天童荘」総合デザイン
- 「飛騨市」｣VI計画
- 「おしチャリ」自転車事故防止のためのサイン計画
- 「東京北社会保険病院」（現：東京北医療センター）サイン計画
- 「ニュー・スタンダード・シリーズノートブック」、「デジャヴ・カラーズ」（プラスステーショナリー株式会社）
- 「毎日デザイン賞作品集」（株式会社毎日出版社）ブックデザイン
- 「化粧品シリーズHERA｣（株式会社パシフィック・コーポレーション）パッケージデザイン
- 「風景資本論」（朗文堂）ブックデザイン
- 宇都宮美術館 平成27年度館外プロジェクト「宮の注染を拓く」
- 飛騨市古川町町並サイン計画
- 丸ノ内ホテルデザイン計画
- 「芳賀・宇都宮LRT」トータルデザイン

## 主な著書
- 「欧文縦組」文字百景
- 「朱色と活字」文字百景
- 「トラヤヌス帝の碑文がかたる」共著
- 「書物のなかの宝石箱」共著
- 「欧文書体百花全書」共著
- 「文字講座」共著
- 「組織の声の形成」アイデア誌
- 「文字表現によるコミュニケーションデザインの可能性」GK Report 30
- 「人と情報のつながりをデザインする」GK Report Special Issue
- 「参加型デザインの意義と可能性」GK Report 32
- 「地域デザインにおける共創のかたち」共著
- 「論集 宮の注染を拓く」など。

## 主な受賞
- NewYork TDC賞、JPDA金賞、SDA優秀賞・銀賞、グッドデザイン賞、ブルネル賞など。
- 2024年　天童温泉街地区：2024年度都市景観大賞 都市空間部門 大賞 国土交通大臣賞
- 2024年　芳賀・宇都宮LRTトータルデザイン：DFAA(Design for Asia Award)2024 金賞

## 企業・行政・教育機関等における講師・講演
味の素株式会社広告宣伝部、株式会社東芝デザインセンター、ソニー株式会社デザイン部、ポーラ化成工業株式会社デザイン部、株式会社資生堂広告デザイン部、セイコーウオッチ株式会社、株式会社日立製作所デザイン部、大日本印刷株式会社、日本パッケージデザイン協会、台湾インテリアデザイン協会、世田谷美術館、宇都宮美術館 、飛騨市役所、長野県飯田市、台北市政府・Would Design Capital Taipei 2016、Design Contents Festa Conference and Exhibition 2014 Seoul, Korea、アアルト大学 Aalto-yliopisto（フィンランド）、サンクトペテルブルク工科大学（ロシア）、中国西安西北大学、台灣中原大學、台南應用技術大學、多摩美術大学、早稲田大学など。Desalon Kyoto。